# Teledramaturgia
Teledramaturgia, segundo o Dicionário Pribeam é a "arte e técnica de escrever obras dramáticas para televisão".
Pode se dividir em telenovelas, teleteatro, telefilmes, soap operas, seriados, séries, minisséries, dramas, e atrações de dramaturgia não seriada.
| Tipo                                | Características | Exemplo(s)                                   | Ref.  |
| ----------------------------------- | --- | -------------------------------------------- | ----- |
| Telenovelas                         | Uma história de ficção desenvolvida para apresentação na televisão e que são organizadas em episódios diários. A soap opera tem por padrão uma duração indefinida, às vezes durando décadas, com um elenco de atores e personagens em constante rotação. Já as telenovelas, tem uma duração média de seis meses a um ano. Ou seja, a sua duração é pré-planejada desde o início, com o arco geral da história e a conclusão também conhecidos pelos criadores e produtores da dramaturgia em seu início. | - Avenida Brasil - Irmãos Coragem            | [ 4 ] |
| Soap operas                         | Uma história de ficção desenvolvida para apresentação na televisão e que são organizadas em episódios diários. A soap opera tem por padrão uma duração indefinida, às vezes durando décadas, com um elenco de atores e personagens em constante rotação. Já as telenovelas, tem uma duração média de seis meses a um ano. Ou seja, a sua duração é pré-planejada desde o início, com o arco geral da história e a conclusão também conhecidos pelos criadores e produtores da dramaturgia em seu início. | - Malhação - Chiquititas                     | [ 4 ] |
| Séries                              | Organizam-se em episódios semanais, com a trama dividida em temporadas e os acontecimentos mais marcantes acontecendo ao fim delas. Em seus episódios, existe certa continuidade, havendo uma espécie de “gancho” que liga um episódio ao outro. Por isso, assistir a um episódio aleatório de uma série pode deixar o telespectador um pouco perdido na trama. | - A Grande Família - Game of Thrones         | [ 5 ] |
| Seriados                            | Possuem praticamente as mesmas características das séries televisivas, mas diferem-se destas por não possuírem continuidade entre seus episódios. Ou seja, apresentam uma história própria para cada episódio, porém com o mesmo elenco, roteiristas e direção do episódio anterior. | Friends                                      | [ 5 ] |
| Minisséries                         | É uma Série de televisão com a duração máxima de 50 episódios e em uma única temporada | Lampião e Maria Bonita                       |       |
| Teleteatro                          | Teleteatro são peças de teatro gravadas ao vivo e transmitidas, ao vivo ou não, na Televisão | - Grande Teatro Tupi, de 1957 - Sai de Baixo | [ 6 ] |
| telefilmes                          | filme produzido especialmente para ser exibição em televisão | Doce de Mãe                                  | [ 7 ] |
| Doramas                             | Designação dada aos dramas televisivos de países asiáticos, como Japão, China, Coreia do Sul, Tailândia e Taiwan. Geralmente têm como foco apenas um núcleo principal de personagens, sem expandir muito além dele, e possuem uma duração máxima média de 30 episódios | What's Wrong with Secretary Kim              | [ 8 ] |
| Atrações de dramaturgia não seriada | Qualquer peça de dramaturgia que se passa na televisão e que não tem continuação, ou seja, cada episódio apresenta uma história diferente, com elenco, roteiristas e direção modificados, não tendo ligação nenhuma com o anterior. | - Você Decide - Caso Especial                | [ 3 ] |